# Банки в България
Банковата система в България към 2015 г. е двустепенна, с централна банка Българската народна банка (БНБ) (която от 1997 г. функционира в условията на валутен съвет), и търговски банки. Собствеността е преобладаващо частна и системата работи на пазарен принцип.

## Банки и банкови клонове
Всички стойности са в хиляди български левове.
| Място (2023) | Наименование                               | SWIFT (BIC) | Активи, септември 2023 | Собственик, септември 2023                                                         |
| ------------ | ------------------------------------------ | ----------- | ---------------------- | ---------------------------------------------------------------------------------- |
| 1.           | Обединена българска банка                  | UBBSBGSF    | 32 535 403             | Ка Бе Се                                                                           |
| 2.           | Банка ДСК                                  | STSABGSF    | 31 071 709             | ОТП Банк                                                                           |
| 3.           | Уникредит Булбанк                          | UNCRBGSF    | 30 828 060             | Уникредит                                                                          |
| 4.           | Юробанк България (Пощенска банка)          | BPBIBGSF    | 18 336 093             | Юробанк Ергасиас                                                                   |
| 5.           | Първа инвестиционна банка                  | FINVBGSF    | 13 186 654             | Цеко Минев (27,33%) Ивайло Мутафчиев (27,33%) Българска банка за развитие (18,35%) |
| 6.           | Централна кооперативна банка               | CECBBGSF    | 8 017 131              |                                                                                    |
| 7.           | ПроКредит Банк (България)                  | PRCBBGSF    | 4 096 606              |                                                                                    |
| 8.           | Алианц Банк България                       | BUINBGSF    | 3 916 914              | „Алианц“ (66%) Димитър Желев (34%)                                                 |
| 9.           | Инвестбанк                                 | IORTBGSF    | 3 016 658              |                                                                                    |
| 10.          | Българска банка за развитие                | NASBBGSF    | 2 829 432              |                                                                                    |
| 11.          | Ти Би Ай Банк                              | TBIBBGSF    | 2 663 458              |                                                                                    |
| 12.          | Интернешънъл Асет Банк                     | IABGBGSF    | 2 426 817              |                                                                                    |
| 13.          | Българо-американска кредитна банка         | BGUSBGSF    | 2 398 432              |                                                                                    |
| 14.          | Общинска банка                             | SOMBBGSF    | 2 221 322              |                                                                                    |
| 15.          | Ситибанк Европа, клон България             | CITIBGSF    | 2 009 098              |                                                                                    |
| 16.          | Търговска банка Д                          | DEMIBGSF    | 1 744 060              |                                                                                    |
| 17.          | ИНГ Банк, клон София                       | INGBBGSF    | 1 371 093              |                                                                                    |
| 18.          | БНП Париба, клон София                     | BNPABGSX    | 768 516                |                                                                                    |
| 19.          | Тексим Банк                                | TEXIBGSF    | 608 090                |                                                                                    |
| 20.          | Токуда Банк                                | CREXBGSF    | 473 680                |                                                                                    |
| 21.          | Те-Дже Зираат Банкасъ, клон София          | TCZBBGSF    | 363 903                |                                                                                    |
| 22.          | Варенголд Банк, клон София                 | VGAGBGSF    | 89 539                 |                                                                                    |
| 23.          | БНП Париба Пърсънъл Файненс, клон България | BPEFBGSF    | 80 220                 |                                                                                    |
| 24.          | Бигбанк, клон България                     | BIGKBGSF    | 16 820                 |                                                                                    |

## История

### След Освобождението
За първа частна банка след Освобождението се счита банка „Гирдап“, основана през 1881 година в Русе. Тя развива дейност до средата на 20-те години, но фалира. Нейната известност и влияние се дължат на дълбоките връзки с Народнолибералната партия. Малко след „Гирдап“ на сцената се появява и нейният основен конкурент Българската търговска банка (БТБ), която се ръководи от братя Бурови и не крие дълбоките си връзки с Народната партия.
Други български банки от първата половина на 20 век са Българска земеделска и кооперативна банка и Българска кредитна банка.

### Социалистическа банкова система
В периода 1951 – 1987 банковата система на България е едностепенна. Емисионната банка изпълнява функциите на търговска банка. През 1964 г. е създадена Българска външнотърговска банка (БВТБ) с основна цел да обслужва международната търговска дейност на плановата икономика.

### 1989 – 1996
През 1989 г. банковата система е двустепенна, състояща се от централна банка и 59 търговски банки, повечето от които създадени чрез трансформиране на бившите клонове на БНБ (до 1992 г. създаването на банки става с постановление на Министерски съвет). Към края на 1990 г. общият брой на държавните банки достига 70. Повечето от тях са малки и средни, но има и няколко големи държавни банки, които държат основната част от активите в банковата система и обслужват големите индустриални предприятия от определени сектори, като им отпускат кредити на планово-административен принцип. След загубата на значителна част от пазарите на бившия СИВ и след ценовата и търговска либерализация тези предприятия се оказват неефективни и започват да генерират загуби, затова през 1990 г. повече от половината от банковите кредити на държавните предприятия не се обслужват и се превръщат в лоши кредити.
През 1991 г. е приет Закон за БНБ, която получава статут на национална банка със значителна степен на автономия и независимост. Това обаче е само формално, защото до 1997 г. нейната независимост е систематично нарушавана чрез оказване на законов натиск върху БНБ да кредитира правителството чрез Закона за държавния бюджет. През 1992 е приет Законът за банките и кредитното дело и се поставя основата за изграждане на модерна банкова система. Създадена е и Банкова консолидационна компания с цел консолидиране на държавната собственост в банковия сектор и в резултат на нейната дейност общият брой на банките намалява до 35 през 1996. Частни банки се създават най-активно през 1991 – 1993 г., когато има благоприятни фактори като либерален режим на лицензиране и нисък размер на необходимия начален капитал, както и липса на специални изисквания по отношение на произхода на средствата, използвани като стартов капитал. Така много от частните банки стартират дейност с взети назаем пари, в много случаи – от държавата. Например Първа частна банка е създадена като акционерно дружество въз основа на Указ 56 с уставен фонд 10 млн.лв., като част от него е внесен от държавните фирми „Кореком“ и „Металхим“.
Чужди банки са допуснати на българския пазар едва през 1994 г. Те са най-прекият път към внасяне на ноу-хау, технологии, организация и силна конкуренция в банковия сектор и недопускането им на банковия пазар през първите 5 – 6 години от прехода води до значително забавяне на преструктурирането и модернизирането на банковата система.
Част от новосъздадените частни банки се ориентират към обслужване (предимно кредитиране) на фирмите на своите акционери или на свързани лица, което води до кредитна експанзия и нарастване на дела на лошите кредити. Например Банката за земеделски кредит отпуска на свързани фирми с основния ѝ акционер Атанас Тилев необезпечени кредити в размер на над 40 млн. долара и общият размер на раздадените от нея големи кредити надхвърля почти 38 пъти собствения ѝ капитал. Към края на 1995 г. 41% от всички кредити, отпуснати от държавните и частните банки на предприятия са на практика несъбираеми и само 39 % от кредитите, отпуснати от частни банки, се обслужват редовно. Това натрупване на лоши кредити води до трайна декапитализация на банковия сектор, загуба на доверие в банковата система и масово изтегляне на депозити от банките.

### Банкова криза от 1996 г.
В същото време БНБ рефинансира банките, като по този начин създава инфлация (месечната инфлация през втората половина на 1996 е между 10 и 27%). Увеличеното парично предлагане и очакванията за обезценка на лева карат хората да купуват все повече и повече валута с новонапечатаните пари. Така БНБ се опитва едновременно да запази валутния курс, купувайки левове на валутния пазар, да спаси фалиралите банки, рефинансирайки ги с нови средства и същевременно да намали инфлацията, повишавайки лихвения процент. Резултатът е изчерпване на валутните резерви на централната банка и загуба на възможност за влияние върху валутния курс, поради което започва бърза обезценка на лева (курсът на лева спрямо долара спада повече от 6 пъти в рамките на календарната 1996 година). Така избухва финансовата криза от 96 – 97 г., която е от най-тежкия вид, а именно включваща банкова и валутна кризи

### Банкова криза от 2014 г.
През юни 2014 г. в България избухва нова банкова криза, която засяга Корпоративна търговска банка (КТБ) и Първа инвестиционна банка (ПИБ)